# 바다매
바다매는 매의 한 아종이다. 주로 바닷가의 바위 절벽 등에 서식한다.